# Global Venture Alliance

Подпись
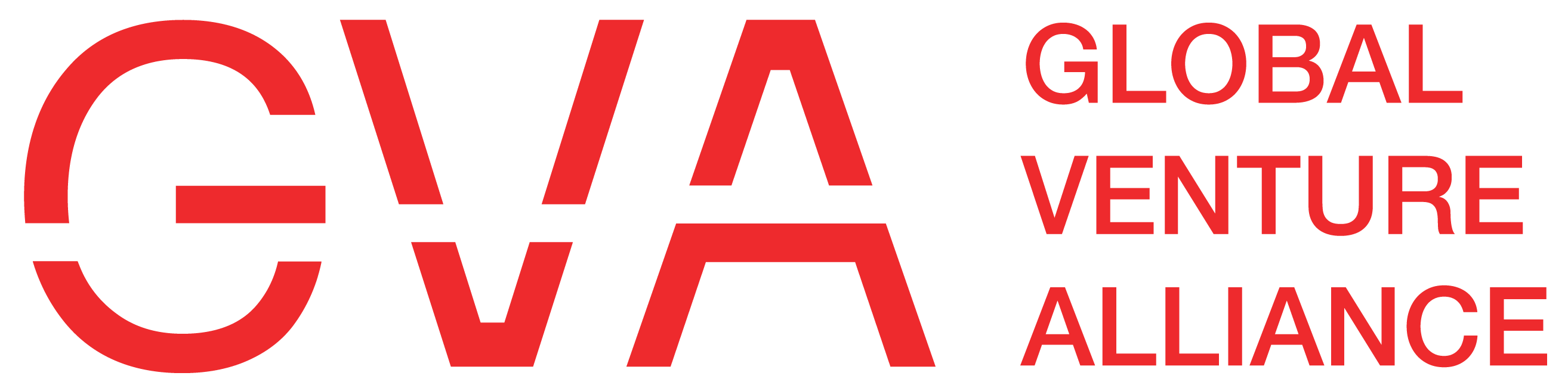
Изображение 1

GVA (Global Venture Alliance) — международная компания, реализующая проекты в области корпоративных инноваций, акселерации стартапов и управляющая венчурными фондами. GVA признан World #1 Private Business Accelerator международной ассоциацией UBI Global. Среди корпоративных партнеров GVA компании МТС, Северсталь, PepsiCo, Сбербанк, Сибур, IKEA, РЖД, Уралхим и многие другие. Через программы GVA прошли более 1100 стартапов и 50 крупнейших корпораций из различных отраслей.

## История
Компания GVA была основана в 2011 году Магомедом Мусаевым. В 2012 году компания стала официальным партнером технологического центра Plug and Play и открыла Plug and Play Moscow Tech Center.
В 2014 году GVA расширила круг партнёров, включив туда компанию Launch Gurus в качестве оператора акселерационных программ. Фаундерами Launch Gurus были Лоуренс Райт, Гэри Фаулер, Замир Шухов и Даниил Козлов.
Первым проектом новой компании стала программа StartUp Academy. Участники программы проходили обучение по методологии лучших стартапов Европы, США и в частности Кремниевой долины, адаптированной к российскому рынку и экономической модели. Программа длилась 10 недель (восемь недель обучения в Москве и две недели в Кремниевой долине). За два года и 5 наборов StartUp Academy программу прошли 160 стартапов, которые в сумме привлекли инвестиции в размере $23 млн. Оценочная стоимость основанных компаний составляет $121млн.
Начиная с 2016 года GVA возглавили Замир Шухов и Даниил Козлов и компания перешла на модель «акселерации 3.0 — открытые инновации как сервис». За последние годы компания провела десятки акселерационных программ для корпораций, представителей государственных структур и других организаций.
Компания GVA инвестирует в стартапы через фонды под своим управлением — GVA Capital Fund 1, GVA Capital, GVA Launch Gurus Fund 1, совместный фонд с Plug and Play, GVA Alatau Fund. Оценка стартапов, в которые инвестировали структуры GVA превышает $5
 млрд.

## Сервисы GVA. Программы внешней акселерации

### GVAccelerator
GVA Accelerator — это платформа, которая помогает стартапам и корпорациям встретиться и найти точки сотрудничества. Для стартапов Акселератор решает задачи поиска новых клиентов, адаптирования бизнес-модель и достижения независимости от постоянного вливания денег компаниями. В течение программы акселератора GVA растит ключевые бизнес-показатели стартапов (объем выручки, конверсия лидов в клиентов, процент маржинальности, увеличение объема заказов, количества клиентов, и т. д.).
В то же время, корпорациям GVA Accelerator помогает в поиске на открытом рынке или внутри компании стартапов, команд и технологий, способных решить стоящие перед корпорацией краткосрочные или долгосрочные задачи. Следующим шагом GVA Accelerator решает вопрос due diligence для корпораций: Акселератор проверяет соответствие предложений этих стартапов и технологий задачам корпораций, с которыми работает GVA. Акселератор проводит оценку и отбор компаний с точки зрения продуктивной и выгодной работы этой компании с корпорацией.
В рамках программы GVA Accelerator готовит пилотные проекты к запуску между стартапами и корпорациями для того, чтобы проверить решение на жизнеспособность. На основании пилотной программы корпорация оценивает результативность продукта и принимает решение о возможном внедрении решения, инвестиции, заключения контракта и других возможных шагов с этой командой.

### StartUp Academy
2014-2016
Выпускников: 160
Участники программы проходили обучение по методологии лучших стартапов Европы, США и в частности Силиконовой Долины, адаптированной к российскому рынку и экономической модели. За восемь недель обучения в Москве, участники общались с российскими и международными экспертами и обучались навыкам бизнес-моделирования, финансового планирования, оценки перспективных рынков, переговоров, и т. д. Еще две недели предприниматели проводили в Силиконовой Долине, учились у руководителей крупных корпораций и проводили встречи с инвесторами. За два года и 6 наборов StartUp Academy программу прошли 160 стартапов, которые в сумме привлекли инвестиции в размере $23 млн. Оценочная стоимость основанных компаний составляет $121 млн.

### Faberlic Accelerator
2016
Выпускников: 31
Faberlic FMCG Accelerator — это первый проект по развитию инновационных FMCG — бизнесов на российском рынке, организованный крупнейшей российской компанией прямых продаж Faberlic совместно с GVA. Цель Faberlic FMCG Accelerator — создать взаимовыгодное партнерство компании Faberlic со стартапами, которые разрабатывают и реализуют новые продукты, технологии и IT-решения в сферах красоты, моды, стиля, питания и товаров для семьи и дома.
Для участия в проекте было подано более 250 заявок от предпринимателей со всей России. В первом этапе работы в онлайн Предакселераторе на базе технологической платформы приняли участие более 80 проектов, а в очную программу акселерации в Москве был отобран 31 проект.

### MEGA Accelerator
2016-2017
GVA: оператор программы
Выпускников: 10
МЕГА Accelerator — проект для поиска и развития новых компаний и стартапов, которые, в перспективе могли стать партнерами IKEA Centres Russia. Цель проекта МЕГА Accelerator — поиск и реализация инновационных идей по улучшению покупательского опыта гостей МЕГИ в торговом центре и за его пределами.
В рамках программы принимались решения от проектов по направлениям коммуникация с покупателями, персонализация, автоматизация и роботизация, геймификация и виртуальная реальность и сфера розничных продаж и устойчивое развитие.

### PepsiCo
2017-2018
GVA: оператор программы
Выпускников: 24
Корпоративный акселератор PepsiCo LAB создавал взаимовыгодное партнерство со стартапами, развивающими свои проекты в сфере продуктов питания и напитков (трек Food LAB), а также инновационных IT-решений (трек Tech LAB) по направлениям: взаимодействие с потребителями и клиентами, сбор и анализ данных, управление человеческими ресурсами, повышение эффективности в точках продаж, автоматизация операционных процессов. Очную программу акселератора прошли 24 стартапа. По итогам акселерации PepsiCo выбрала технологические решения для запуска пилота, а также продукты питания для этапа тест-маркета.

### MTS StartUp Hub
2018
GVA: оператор программы
Выпускников: 21
MTS StartUp Hub — инновационная площадка для развития технологических проектов в прибыльный бизнес, состоящая из корпоративного акселератора, Центра 5G, венчурного фонда МТС, направления быстрого запуска пилотов и зарубежных представительств. Программа дает технологическим стартапам экспертную поддержку для развития их продуктов и возможность реализовать пилотный проект на базе инфраструктуры МТС и при финансовом участии компании. В перспективе участники смогут масштабировать свой бизнес, став долгосрочными партнерами МТС.

### МВидео
2018
GVA: оператор программы
Выпускников: 9
«М.Битва Стартапов» — мероприятие для технологических стартапов, на котором представители «М.Видео» и эксперты GVA выбрали лучшие стартапы для дальнейшего пилотирования с «М.Видео».

### GVA TeenStart
2017-2019
GVA: оператор программы
Выпускников: 62
GVA TeenStart — программа развития предпринимательских навыков для подростков 12-15 лет. Цель GVA TeenStart — обеспечить подростков всеми необходимыми навыками, знаниями и инструментами для запуска собственного стартапа, а также научить их работать в команде, планировать, воплощать свои идеи и критически мыслить.

### StartUp Kazakhstan
2017-2019
GVA: оператор программы
Выпускников: 96
Международная программа акселерации с возможностью выхода на ICO, разработанная в лучших традициях Кремниевой долины и реализованная по заказу государства республики Казахстан. В проекте участвовали стартапы с готовыми решениями по следующим направлениям: Индустрия 4.0, Умный город, Fintech, Добыча, переработка и новые материалы, Retail & Ecommerce, Логистика, EdTech, Телеком.
Порядка 60 % стартапов за три месяца работы в Акселераторе получили первые продажи или пилоты в Казахстане. Много стартапов по итогам программы вышли на международные рынки — будь то в виде заключения сделки или прохождения международных акселераторов за рубежом, таких как 500 Startups.

### Акселератор ED2
2018 — по сегодняшний день
GVA: оператор программы
Выпускников: 56
Бесплатная международная акселерационная программа для создания, развития и масштабирования бизнеса в сфере образования и HR-технологий. В рамках четырехмесячной программы стартапы получают ключевые знания в сфер. Бизнес-предпринимательства, получают обратную связь от 50+ профильных экспертов и бизнес-коучей и получают возможность привлечь инвестиции от корпоративных партнеров и бизнес-ангелов.
В период 2018-2019 гг. было проведено 4 набора программы, за время которых более 700 команд подали заявку на участие, и 56 команд успешно прошли трехмесячный этап очного акселератора. Всего выпускники запустили более 200 пилотов, заключили сделки на сумму 72,5 млн рублей и повысили выручку своих компаний в среднем в 2,7 раза.
Клиентами и партнерами выпускников ED2 стали компании «Российский учебник», ВШЭ, онлайн-школы «Фоксфорд», SkyEng, Danone, «Сколково», ВТБ, Университет НТИ, EdCrunch и др.

### Школьный акселератор SberZ
2019 — по сегодняшний день
GVA: оператор программы
Выпускников: программа в процессе
Программа акселерации предназначена для учеников столичных школ с 8 по 11 классы. Программа позволит им пройти весь предпринимательский цикл — от генерации идеи до запуска проекта. В апреле 2020 года участники представят результаты своей работы в Акселераторе потенциальным инвесторам и представителям Министерства образования.
В первом потоке программы приняли участие 4 московские школы.

### SteelTech Accelerator
2019
GVA: оператор программы
Выпускников: 13
SteelTech Accelerator — это первый в России полномасштабный промышленный акселератор для стартапов в металлургической отрасли. Заявки на участие подали более 200 стартапов из разных регионов России. 53 самых перспективных стартапа прошли в этап онлайн-предакселератора, где получили дополнительные знания, провели CusDev (тестирование идеи или прототипа на потенциальном потребителе), собрали обратную связь по проекту от непосредственных бизнес-заказчиков. Из них 10 команд прошли в очный этап акселератора, где проверяли гипотезы и запускали пилотные проекты на базе профильных подразделений «Северстали». В финальном Demo Day акселератора приняли участие 8 стартапов, а также 4 команды из корпоративной акселерационной программы Severstal SteelTech Lab. 18 декабря они защитили свои проекты перед руководством «Северстали». С 9 проектами сотрудничество будет продолжено.

## Сервисы GVA. Программы внутренней акселерации

### СИБУР
2018-2019
GVA: оператор программы
Внутренний акселератор компании СИБУР был нацелен на создание уникальных проектов, основанных на прорывных технологиях и инновационных решениях. Двумя основными целями проекта были: разработка прорывных бизнес-кейсов и создание эффективной команды. В программе участвовали проекты по темам: вторичная переработка, инженерные пластики, углубленная проработка существующих молекул.
180 сотрудников СИБУРа подали заявку на участие. Из них 32 попали в проект и сформировали 13 команд. За все время программы было проведено более 360 клиентских интервью и проработано более 30 различных бизнес-кейсов.

### SteelTech Lab
2019
GVA: оператор программы
Решений, одобренных к внедрению: 4
SteelTech Lab — первый в металлургической отрасли России корпоративный проект по акселерации внутренних стартапов компании, выводящий предпринимательские активности на новый уровень. Это новый этап в процессе внедрения в компанию инноваций, предложенных самими сотрудниками.
Цель акселератора — найти инновационные решения в промышленной сфере и успешно интегрировать их в производственный цикл компании «Северсталь».

## Международные проекты GVA

### Январь, 2020
Запущен первый акселератор, который GVA создал совместно с партнером в Индии — JAIN University. Это первый опыт, где команда GVA создавала Акселератор, обучая партнера методологии, которую мы разрабатывали последние 8 лет. Наши эксперты, начиная с осени прошлого года, работали с коллегами из JAIN University, обучали сотрудников, передавали инструментарии для успешного проведения Акселератора. Программа была адаптирована под нужды индийского рынка — курс, подходы, методология, маркетинг.

### Ноябрь, 2019
GVA получила премию World #1 Private Business Accelerator по рейтингу UBI Global. Для участия в рейтинге UBI Global были отобраны 364 программы из 78 стран. Определение лучших программ акселераторов состоялось в 6 категориях.
Эффективность каждого акселератора измерялась по ключевым индикаторам, отражающим три основные показателя успеха — воздействие на экосистему, ценность для клиентов и привлекательность программы. При сопоставительном анализе эксперты UBI Global учитывали ресурсы и возможности самого акселератора (доходы, число созданных рабочих мест, количество партнеров и проведенных мероприятий), а также результаты резидентов и выпускников -— объем привлеченных инвестиций, процент выживаемости стартапов и число сделок.

### Сентябрь, 2019
Компания GVA выступила партнером SDG Impact Accelerator — программы, запущенной в Турции при поддержке UNDP и фонда Мелинды и Билла Гейтс (Gates Foundation).
SDG Impact Accelerator ищет предпринимателей, предлагающих технологии для достижения любого из 17 пунктов устойчивого развития ООН. На мероприятии организаторы акселератора рассказывали о результатах проекта и обсуждали возможности масштабирования программы в территориях, где активно работает GVA.
Партнерство с SDG Impact Accelerator — еще один шаг в расширении GVA на международном рынке и продолжение сотрудничества, запущенного в мае в рамках саммита инноваторов в Бодруме под эгидой Global Innovation Catalyst (GIC).